# Fernando Correia Dias
Fernando Correia Dias (Lamego, 10 de novembro de 1892 — Rio de Janeiro, 19 de novembro de 1935) foi um artista plástico luso-brasileiro.
Ao lado de Cristiano Cruz, Correia Dias foi um dos introdutores de uma nova visão estética, que veio a se desenvolver no modernismo português. Tem colaboração em publicações periódicas, como é o caso de A Sátira, em 1911.
Foi também o primeiro marido da célebre poeta brasileira Cecília Meireles, para cujos livros ele fez belas ilustrações.

## Biografia
Nascido num casarão à beira do rio Douro, em Moledo de Penajoia, em Lamego, Correia Dias bem cedo foi mandado para estudar gravura, pintura e desenho no Liceu de Coimbra, onde cofundou o jornal estudantil "O Gorro", em 1909. Foi por esta época que começou a fazer suas caricaturas bastante irónicas. Segundo Virgílio Correia, este grupo de jovens artistas de Coimbra, do qual Correia Dias fez parte, "não gerou senão artistas equilibrados e sãos". Além disso, de acordo com Veiga Simões, "a graça e a malícia são peculiares na sua obra (caricaturista) em que o exagero consegue ter um sentido piedoso".
Após estudar em Coimbra, Correia Dias se mudou para o Brasil em abril de 1914, aos vinte e um anos. No cais em que ele desembarcou havia artistas e escritores à sua espera, entre eles Ronald de Carvalho. Correia Dias de imediato teve seu talento para as artes reconhecido no Rio de Janeiro. Em 1920, ele ilustrou a capa do livro "Últimas Cigarras", do escritor Olegário Mariano.
Em 24 de outubro de 1922, na Igreja de São João Batista em Botafogo, Correia Dias desposou a poeta brasileira Cecília Meireles. Eles haviam se conhecido, provavelmente, na redação da Revista da Semana. Tiveram três filhas juntos: Maria Elvira, Maria Matilde e a atriz de teatro Maria Fernanda.
Foi Correia Dias quem apresentou Cecília Meireles, durante a viagem deles a Portugal em 1934, aos intelectuais e artistas portugueses de sua época, tais como Manuel Mendes, Carlos Queirós e Almada Negreiros. Embora não tenha conseguido conhecer pessoalmente Fernando Pessoa, em sua estada em Lisboa, Cecília Meireles recebeu deste um exemplar autografado de Mensagem.
Durante a década de 1920, Correia Dias se dedicou à produção de cerâmica, utilizando motivos que recuperaram a tradição artesanal dos povos nativos da Ilha de Marajó. Seus vasos e pratos fizeram tanto sucesso que chegaram a ser fabricados pela Companhia Cerâmica Brasileira a partir de 1928. Além disso, a revista O Cruzeiro, em 1930, escreveu um artigo a respeito de Correia Dias e de sua cerâmica de inspiração marajoara, sob o título "Cerâmica Brasileira, a Obra Nacionalista de Correia Dias".
Correia Dias sofria de crises de depressão, tendo jamais aceitado se submeter a tratamentos, e cometeu suicídio nove dias após seu aniversário de quarenta e três anos. Cinco anos depois, Cecília Meireles se casou com o professor e engenheiro agrônomo Heitor Vinícius da Silveira.

## Galeria

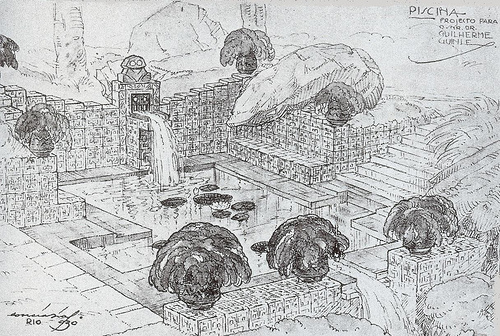
Projeto de Fernando Correia Dias com decoração marajoara para a piscina da residência de Guilherme Guinle, no Rio de Janeiro (1930).
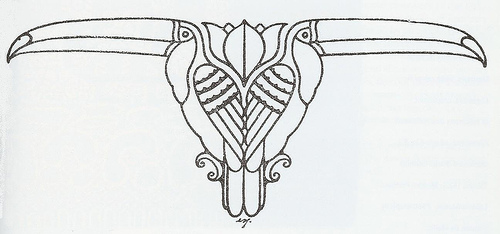
Vinheta de Correia Dias com motivos tucanos. Note-se a ilusão de óptica que também sugere a cabeça de um bovino.
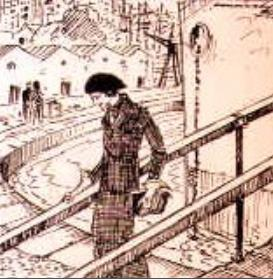
Cecília Meireles desembarcando em Lisboa, em outubro de 1934. Bico de pena de Correia Dias.